# Nicolò I Sommaripa
Nicolò I Sommaripa (zm. 1505) – władca Paros w latach 1462-1505 i władca Andros w latach 1503-1505. 
Nicolò był synem Crusino I Sommaripa. W 1503 zaatakował wyspę Andros rządzoną przez inna gałąź jego rodu. Jego następca był jego wuj Francesco Sommaripa. Córką zaś Fiorenza Sommaripa. 